# Garancières-en-Drouais
Garancières-en-Drouais é uma comuna francesa na região administrativa do Centro, no departamento Eure-et-Loir. Estende-se por uma área de 6,46 km². Em 2010 a comuna tinha 283 habitantes (densidade: 43,8 hab./km²).